# نتایج تیم ملی فوتبال ایران (۱۳۹۹–۱۳۸۰)
فهرست زیر نتایج تیم ملی فوتبال ایران از سال ۱۳۸۰ تا ۱۳۹۹ شمسی است.

## ۱۳۸۰
| #   | تاریخ           | حریف              | نتیجه | ورزشگاه             | عنوان مسابقه           | سرمربی            | گلزنان ایران                                   | پانویس       |
| --- | --------------- | ----------------- | ----- | ------------------- | ---------------------- | ----------------- | ---------------------------------------------- | ------------ |
| ۳۲۸ | ۴ اردیبهشت ۱۳۸۰ | کرهٔ جنوبی         | ۰–۱   | قاهره، مصر          | جام ال‌جی               | میروسلاو بلاژویچ  | -                                              |              |
| ۳۲۹ | ۶ اردیبهشت ۱۳۸۰ | کانادا            | ۰–۱   | قاهره، مصر          | جام ال‌جی               | میروسلاو بلاژویچ  | -                                              |              |
| ۳۳۰ | ۳۱ تیر ۱۳۸۰     | بوسنی و هرزگوین   | ۲–۲   | بیهاچ               | دوستانه                | میروسلاو بلاژویچ  | سیروس دین‌محمدی، فراز فاطمی                     |              |
| ۳۳۱ | ۱۰ مرداد ۱۳۸۰   | قطر               | ۱–۲   | دوحه، قطر           | دوستانه                | میروسلاو بلاژویچ  | علی‌رضا واحدی نیکبخت                            |              |
| ۳۳۲ | ۱۷ مرداد ۱۳۸۰   | عمان              | ۵–۲   | آزادی تهران         | جام ال‌جی               | میروسلاو بلاژویچ  | یحیی گل محمدی، سیروس دین محمدی(۳ گل)، علی دایی | [ ۱ ]        |
| ۳۳۳ | ۱۹ مرداد ۱۳۸۰   | بوسنی و هرزگوین   | ۴–۰   | آزادی تهران         | جام ال‌جی               | میروسلاو بلاژویچ  | علی کریمی، علی دایی (۲گل) مهدی هاشمی‌نسب        |              |
| ۳۳۴ | ۲۴ مرداد ۱۳۸۰   | اسلواکی           | ۴–۳   | براتیسلاوا، اسلواکی | دوستانه                | میروسلاو بلاژویچ  | علی‌رضا واحدی نیکبخت، علی کریمی (۳گل)           |              |
| ۳۳۵ | ۲ شهریور ۱۳۸۰   | عربستان سعودی     | ۲–۰   | آزادی، تهران        | مقدماتی جام جهانی ۲۰۰۲ | میروسلاو بلاژویچ  | علی دایی(۲ گل)                                 | [ ۲ ] [ ۳ ]  |
| ۳۳۶ | ۱۰ شهریور ۱۳۸۰  | تایلند            | ۰–۰   | بانکوک، تایلند      | مقدماتی جام جهانی ۲۰۰۲ | میروسلاو بلاژویچ  | -                                              | [ ۴ ]        |
| ۳۳۷ | ۱۶ شهریور ۱۳۸۰  | عراق              | ۲–۱   | بغداد، عراق         | مقدماتی جام جهانی ۲۰۰۲ | میروسلاو بلاژویچ  | علی کریمی، علی دایی                            | [ ۵ ]        |
| ۳۳۸ | ۲۳ شهریور ۱۳۸۰  | بحرین             | ۰–۰   | آزادی، تهران        | مقدماتی جام جهانی ۲۰۰۲ | میروسلاو بلاژویچ  | -                                              | [ ۶ ]        |
| ۳۳۹ | ۶ مهر ۱۳۸۰      | عربستان سعودی     | ۲–۲   | جده، عربستان سعودی  | مقدماتی جام جهانی ۲۰۰۲ | میروسلاو بلاژویچ  | علی دایی، سیروس دین محمدی                      | [ ۷ ]        |
| ۳۴۰ | ۱۳ مهر ۱۳۸۰     | تایلند            | ۱–۰   | آزادی، تهران        | مقدماتی جام جهانی ۲۰۰۲ | میروسلاو بلاژویچ  | علی‌رضا واحدی نیکبخت                            | [ ۸ ]        |
| ۳۴۱ | ۲۰ مهر ۱۳۸۰     | عراق              | ۲–۱   | آزادی، تهران        | مقدماتی جام جهانی ۲۰۰۲ | میروسلاو بلاژویچ  | مهدی مهدوی‌کیا، علی کریمی                       | [ ۹ ]        |
| ۳۴۲ | ۲۹ مهر ۱۳۸۰     | بحرین             | ۱–۳   | منامه، بحرین        | مقدماتی جام جهانی ۲۰۰۲ | میروسلاو بلاژویچ  | علی دایی                                       | [ ۲ ] [ ۱۰ ] |
| ۳۴۳ | ۳ آبان ۱۳۸۰     | امارات متحدهٔ عربی | ۱–۰   | آزادی، تهران        | مقدماتی جام جهانی ۲۰۰۲ | میروسلاو بلاژویچ  | کریم باقری                                     | [ ۱۱ ]       |
| ۳۴۴ | ۹ آبان ۱۳۸۰     | امارات متحدهٔ عربی | ۳–۰   | ابوظبی، امارات      | مقدماتی جام جهانی ۲۰۰۲ | میروسلاو بلاژویچ  | علی دایی، کریم باقری، مهرداد میناوند           | [ ۱۲ ]       |
| ۳۴۵ | ۱۹ آبان ۱۳۸۰    | جمهوری ایرلند     | ۰–۲   | دوبلین، ایرلند      | مقدماتی جام جهانی ۲۰۰۲ | میروسلاو بلاژویچ  | -                                              | [ ۱۳ ]       |
| ۳۴۶ | ۲۴ آبان ۱۳۸۰    | جمهوری ایرلند     | ۱–۰   | آزادی، تهران        | مقدماتی جام جهانی ۲۰۰۲ | میروسلاو بلاژویچ  | یحیی گل‌محمدی                                   | [ ۱۴ ]       |
| ۳۴۷ | ۱۷ بهمن ۱۳۸۰    | اسلواکی           | ۲–۳   | آزادی، تهران        | دوستانه                | برانکو ایوانکوویچ | علی کریمی (۲ گل)                               | [ ۱۵ ]       |
| ۳۴۸ | ۱۰ اسفند ۱۳۸۰   | ونزوئلا           | ۱–۰   | کازابلانکا، مراکش   | دوستانه                | برانکو ایوانکوویچ | مجاهد خذیراوی                                  |              |

## ۱۳۸۱
| #   | تاریخ          | حریف      | نتیجه     | ورزشگاه       | عنوان مسابقه           | سرمربی            | گلزنان ایران                         | پانویس |
| --- | -------------- | --------- | --------- | ------------- | ---------------------- | ----------------- | ------------------------------------ | ------ |
| ۳۴۹ | ۹ خرداد ۱۳۸۱   | کویت      | ۳–۱       | کویت، کویت    | دوستانه                | برانکو ایوانکوویچ | محمد نوازی، فرهاد مجیدی، رحمان رضایی |        |
| ۳۵۰ | ۲۰ مرداد ۱۳۸۱  | آذربایجان | ۱–۱       | تبریز         | دوستانه                | برانکو ایوانکوویچ | علی کریمی                            | [ ۱۵ ] |
| ۳۵۱ | ۳۰ مرداد ۱۳۸۱  | اوکراین   | ۱–۰       | کی‌یف، اوکراین | دوستانه                | برانکو ایوانکوویچ | علی دایی                             | [ ۲ ]  |
| ۳۵۲ | ۸ شهریور ۱۳۸۱  | اردن      | ۰–۱       | دمشق، سوریه   | فوتبال غرب آسیا ۲۰۰۲   | برانکو ایوانکوویچ | -                                    |        |
| ۳۵۳ | ۱۲ شهریور ۱۳۸۱ | لبنان     | ۲–۰       | دمشق، سوریه   | فوتبال غرب آسیا ۲۰۰۲   | برانکو ایوانکوویچ | علی کریمی، علی‌رضا واحدی نیکبخت       |        |
| ۳۵۴ | ۱۴ شهریور ۱۳۸۱ | عراق      | ۰–۰ (۶–۵) | دمشق، سوریه   | فوتبال غرب آسیا ۲۰۰۲   | برانکو ایوانکوویچ | -                                    |        |
| ۳۵۵ | ۱۶ شهریور ۱۳۸۱ | سوریه     | ۲–۲ (۴–۲) | دمشق، سوریه   | فوتبال غرب آسیا ۲۰۰۲   | برانکو ایوانکوویچ | جلال کاملی‌مفرد، علی‌رضا واحدی نیکبخت  | [ ۱۶ ] |
| ۳۵۶ | ۲۸ شهریور ۱۳۸۱ | پاراگوئه  | ۱–۱       | تبریز         | جام ال جی              | برانکو ایوانکوویچ | علی دایی                             | [ ۲ ]  |
| ۳۵۷ | ۱۵ بهمن ۱۳۸۱   | اروگوئه   | ۱–۱ (۴–۲) | هنگ کنگ       | فوتبال ۴ جانبه هنگ کنگ | همایون شاهرخی     | علی سامره                            |        |

## ۱۳۸۲
| #   | تاریخ          | حریف      | نتیجه | ورزشگاه              | عنوان مسابقه                  | سرمربی            | گلزنان ایران                                    | پانویس |
| --- | -------------- | --------- | ----- | -------------------- | ----------------------------- | ----------------- | ----------------------------------------------- | ------ |
| ۳۵۸ | ۲۲ مرداد ۱۳۸۲  | عراق      | ۰–۱   | تهران                | جام ال‌جی                      | همایون شاهرخی     | -                                               |        |
| ۳۵۹ | ۲۹ مرداد ۱۳۸۲  | بلاروس    | ۱–۲   | مینسک، بلاروس        | دوستانه                       | همایون شاهرخی     | پژمان نوری                                      |        |
| ۳۶۰ | ۱۴ شهریور ۱۳۸۲ | اردن      | ۴–۱   | تهران                | مقدماتی جام ملت‌های آسیا ۲۰۰۴  | همایون شاهرخی     | علی دایی (۲گل) ایمان مبعلی، علی‌رضا واحدی نیکبخت |        |
| ۳۶۱ | ۴ مهر ۱۳۸۲     | اردن      | ۲–۳   | امان، اردن           | مقدماتی جام ملت‌های آسیا ۲۰۰۴  | همایون شاهرخی     | فرهاد مجیدی، یحیی گل محمدی                      |        |
| ۳۶۲ | ۲۰ مهر ۱۳۸۲    | نیوزیلند  | ۳–۰   | تهران                | چلنج کاپ آسیا–اقیانوسیه ۲۰۰۳  | برانکو ایوانکوویچ | علی کریمی(۲ بار)، حسین کعبی                     | [ ۱۷ ] |
| ۳۶۳ | ۵ آبان ۱۳۸۲    | کرهٔ شمالی | ۳–۱   | ایل سونگ، پیونگ یانگ | مقدماتی جام ملت‌های آسیا ۲۰۰۴  | برانکو ایوانکوویچ | علی کریمی (۲گل) محرم نویدکیا                    |        |
| ۳۶۴ | ۲۱ آبان ۱۳۸۲   | کرهٔ شمالی | ۱–۰   | تهران                | مقدماتی جام ملت‌های آسیا ۲۰۰۴  | برانکو ایوانکوویچ | علی دایی                                        |        |
| ۳۶۵ | ۲۸ آبان ۱۳۸۲   | لبنان     | ۳–۰   | بیروت، لبنان         | مقدماتی جام ملت‌های آسیا ۲۰۰۴  | برانکو ایوانکوویچ | علی دایی، یحیی گل محمدی، علیرضا واحدی           |        |
| ۳۶۶ | ۷ آذر ۱۳۸۲     | لبنان     | ۱–۰   | تهران                | مقدماتی جام ملت‌های آسیا ۲۰۰۴  | برانکو ایوانکوویچ | علی دایی                                        | [ ۲ ]  |
| ۳۶۷ | ۱۱ آذر ۱۳۸۲    | کویت      | ۱–۳   | کویت، کویت           | دوستانه                       | برانکو ایوانکوویچ | علی دایی                                        | [ ۲ ]  |
| ۳۶۸ | ۲۹ بهمن ۱۳۸۲   | قطر       | ۳–۱   | تهران                | مقدماتی جام جهانی فوتبال ۲۰۰۶ | برانکو ایوانکوویچ | علی‌رضا واحدی نیکبخت، مهدی مهدوی‌کیا، علی دایی    | [ ۱۸ ] |

## ۱۳۸۳
| #   | تاریخ           | حریف            | نتیجه     | ورزشگاه                | عنوان مسابقه                  | سرمربی            | گلزنان ایران                                                                       | پانویس |
| --- | --------------- | --------------- | --------- | ---------------------- | ----------------------------- | ----------------- | ---------------------------------------------------------------------------------- | ------ |
| ۳۶۹ | ۱۲ فروردین ۱۳۸۳ | لائوس           | ۷–۰       | وینتیان، لائوس         | مقدماتی جام جهانی فوتبال ۲۰۰۶ | برانکو ایوانکوویچ | علی دایی(۲ گل)، غلام‌رضا عنایتی(۲ گل)، گل‌به‌خودی ابراهیم تقی‌پور(۲ گل)                | [ ۱۹ ] |
| ۳۷۰ | ۲۰ خرداد ۱۳۸۳   | اردن            | ۰–۱       | تهران                  | مقدماتی جام جهانی فوتبال ۲۰۰۶ | برانکو ایوانکوویچ | -                                                                                  | [ ۲۰ ] |
| ۳۷۱ | ۲۸ خرداد ۱۳۸۳   | لبنان           | ۴–۰       | تهران                  | فوتبال غرب آسیا ۲۰۰۴          | برانکو ایوانکوویچ | علی دایی (۳گل) جواد نکونام                                                         |        |
| ۳۷۲ | ۱ تیر ۱۳۸۳      | سوریه           | ۷–۱       | تهران                  | فوتبال غرب آسیا ۲۰۰۴          | برانکو ایوانکوویچ | علی دایی، علی‌رضا واحدی نیکبخت، محمد نصرتی آرش برهانی(۲ گل)، علی کریمی، فرهاد مجیدی | [ ۲۱ ] |
| ۳۷۳ | ۳ تیر ۱۳۸۳      | عراق            | ۲–۱       | تهران                  | فوتبال غرب آسیا ۲۰۰۴          | برانکو ایوانکوویچ | آرش برهانی، جواد نکونام                                                            |        |
| ۳۷۴ | ۵ تیر ۱۳۸۳      | سوریه           | ۴–۱       | تهران                  | فوتبال غرب آسیا ۲۰۰۴          | برانکو ایوانکوویچ | علی کریمی، علی دایی، آرش برهانی، جواد نکونام                                       | [ ۲۲ ] |
| ۳۷۵ | ۳۰ تیر ۱۳۸۳     | تایلند          | ۳–۰       | مرکز المپیک، چونگ‌کینگ  | جام ملت‌های آسیا ۲۰۰۴          | برانکو ایوانکوویچ | غلام‌رضا عنایتی، جواد نکونام، علی دایی                                              | [ ۲۳ ] |
| ۳۷۶ | ۳ مرداد ۱۳۸۳    | عمان            | ۲–۲       | مرکز المپیک، چونگ‌کینگ  | جام ملت‌های آسیا ۲۰۰۴          | برانکو ایوانکوویچ | علی کریمی، محمد نصرتی                                                              | [ ۲۴ ] |
| ۳۷۷ | ۷ مرداد ۱۳۸۳    | ژاپن            | ۰–۰       | مرکز المپیک، چونگ‌کینگ  | جام ملت‌های آسیا ۲۰۰۴          | برانکو ایوانکوویچ | -                                                                                  | [ ۲۵ ] |
| ۳۷۸ | ۱۰ مرداد ۱۳۸۳   | کرهٔ جنوبی       | ۴–۳       | ورزشگاه شاندونگ، جینان | جام ملت‌های آسیا ۲۰۰۴          | برانکو ایوانکوویچ | علی کریمی(۳ گل)، گل‌به‌خودی                                                          | [ ۲۶ ] |
| ۳۷۹ | ۱۳ مرداد ۱۳۸۳   | چین             | ۱–۱ (۴–۳) | کارگران، پکن           | جام ملت‌های آسیا ۲۰۰۴          | برانکو ایوانکوویچ | محمد علوی (بازیکن فوتبال)                                                          | [ ۲۷ ] |
| ۳۸۰ | ۱۶ مرداد ۱۳۸۳   | بحرین           | ۴–۲       | کارگران، پکن           | جام ملت‌های آسیا ۲۰۰۴          | برانکو ایوانکوویچ | جواد نکونام، علی کریمی، علی دایی(۲ گل)                                             | [ ۲۸ ] |
| ۳۸۱ | ۱۸ شهریور ۱۳۸۳  | اردن            | ۲–۰       | امان، اردن             | مقدماتی جام جهانی فوتبال ۲۰۰۶ | برانکو ایوانکوویچ | علی‌رضا واحدی نیکبخت، علی دایی                                                      | [ ۲۹ ] |
| ۳۸۲ | ۱۸ مهر ۱۳۸۳     | آلمان           | ۰–۲       | تهران                  | دوستانه                       | برانکو ایوانکوویچ | -                                                                                  |        |
| ۳۸۳ | ۲۲ مهر ۱۳۸۳     | قطر             | ۳–۲       | دوحه، قطر              | مقدماتی جام جهانی فوتبال ۲۰۰۶ | برانکو ایوانکوویچ | وحید هاشمیان(۲ گل)، آرش برهانی                                                     | [ ۳۰ ] |
| ۳۸۴ | ۲۷ آبان ۱۳۸۳    | لائوس           | ۷–۰       | تهران                  | مقدماتی جام جهانی فوتبال ۲۰۰۶ | برانکو ایوانکوویچ | علی دایی(۴ گل)، جواد نکونام(۲ گل)، آرش برهانی                                      | [ ۳۱ ] |
| ۳۸۵ | ۲۸ آذر ۱۳۸۳     | پاناما          | ۱–۰       | تهران                  | دوستانه                       | برانکو ایوانکوویچ | علی دایی                                                                           | [ ۲ ]  |
| ۳۸۶ | ۱۴ بهمن ۱۳۸۳    | بوسنی و هرزگوین | ۲–۱       | تهران                  | دوستانه                       | برانکو ایوانکوویچ | آرش برهانی، علی دایی                                                               |        |
| ۳۸۷ | ۲۱ بهمن ۱۳۸۳    | بحرین           | ۰–۰       | منامه، بحرین           | مقدماتی جام جهانی فوتبال ۲۰۰۶ | برانکو ایوانکوویچ | -                                                                                  | [ ۳۲ ] |

## ۱۳۸۴
| #   | تاریخ           | حریف      | نتیجه | ورزشگاه              | عنوان مسابقه                  | سرمربی            | گلزنان ایران                                     | پانویس       |
| --- | --------------- | --------- | ----- | -------------------- | ----------------------------- | ----------------- | ------------------------------------------------ | ------------ |
| ۳۸۸ | ۵ فروردین ۱۳۸۴  | ژاپن      | ۲–۱   | تهران                | مقدماتی جام جهانی فوتبال ۲۰۰۶ | برانکو ایوانکوویچ | وحید هاشمیان(۲ گل)                               | [ ۳۳ ]       |
| ۳۸۹ | ۱۰ فروردین ۱۳۸۴ | کرهٔ شمالی | ۲–۰   | ایل سونگ، پیونگ یانگ | مقدماتی جام جهانی فوتبال ۲۰۰۶ | برانکو ایوانکوویچ | مهدی مهدوی‌کیا، جواد نکونام                       | [ ۳۴ ]       |
| ۳۹۰ | ۸ خرداد ۱۳۸۴    | آذربایجان | ۲–۱   | تهران                | دوستانه                       | برانکو ایوانکوویچ | فریدون زندی، جواد نکونام                         |              |
| ۳۹۱ | ۱۳ خرداد ۱۳۸۴   | کرهٔ شمالی | ۱–۰   | تهران                | مقدماتی جام جهانی فوتبال ۲۰۰۶ | برانکو ایوانکوویچ | رحمان رضایی                                      | [ ۳۵ ]       |
| ۳۹۲ | ۱۸ خرداد ۱۳۸۴   | بحرین     | ۱–۰   | تهران                | مقدماتی جام جهانی فوتبال ۲۰۰۶ | برانکو ایوانکوویچ | محمد نصرتی                                       | [ ۳۶ ]       |
| ۳۹۳ | ۲۶ مرداد ۱۳۸۴   | ژاپن      | ۱–۲   | یوکوهاما، ژاپن       | مقدماتی جام جهانی فوتبال ۲۰۰۶ | برانکو ایوانکوویچ | علی دایی                                         | [ ۳۳ ] [ ۲ ] |
| ۳۹۴ | ۲ شهریور ۱۳۸۴   | لیبی      | ۴–۰   | تهران                | دوستانه                       | برانکو ایوانکوویچ | علی دایی، جواد نکونام (۲گل) محمد علوی            |              |
| ۳۹۵ | ۲۰ مهر ۱۳۸۴     | کرهٔ جنوبی | ۰–۲   | سئول، کره جنوبی      | دوستانه                       | برانکو ایوانکوویچ | -                                                |              |
| ۳۹۶ | ۲۲ آبان ۱۳۸۴    | توگو      | ۲–۰   | تهران                | تورنمنت ۴ جانبه تهران         | برانکو ایوانکوویچ | علی دایی، وحید هاشمیان                           |              |
| ۳۹۷ | ۳ اسفند ۱۳۸۴    | تایوان    | ۴–۰   | تهران                | مقدماتی جام ملت‌های آسیا ۲۰۰۷  | برانکو ایوانکوویچ | آندرانیک تیموریان، علی دایی، مهرزاد معدنچی (۲گل) |              |
| ۳۹۸ | ۱۰ اسفند ۱۳۸۴   | کاستاریکا | ۳–۲   | تهران                | دوستانه                       | برانکو ایوانکوویچ | علی کریمی، علی دایی، وحید هاشمیان                |              |

## ۱۳۸۵
| #   | تاریخ          | حریف              | نتیجه | ورزشگاه          | عنوان مسابقه                 | سرمربی            | گلزنان ایران                                                    | پانویس |
| --- | -------------- | ----------------- | ----- | ---------------- | ---------------------------- | ----------------- | --------------------------------------------------------------- | ------ |
| ۳۹۹ | ۷ خرداد ۱۳۸۵   | کرواسی            | ۲–۲   | اوسییک، کرواسی   | دوستانه                      | برانکو ایوانکوویچ | آرش برهانی، علی کریمی                                           |        |
| ۴۰۰ | ۱۰ خرداد ۱۳۸۵  | بوسنی و هرزگوین   | ۵–۲   | تهران            | دوستانه                      | برانکو ایوانکوویچ | رضا عنایتی، رسول خطیبی، وحید هاشمیان مهرزاد معدنچی، رحمان رضایی |        |
| ۴۰۱ | ۲۱ خرداد ۱۳۸۵  | مکزیک             | ۱–۳   | نورنبرگ، آلمان   | جام جهانی ۲۰۰۶ آلمان         | برانکو ایوانکوویچ | یحیی گل‌محمدی                                                    | [ ۳۷ ] |
| ۴۰۲ | ۲۷ خرداد ۱۳۸۵  | پرتغال            | ۰–۲   | فرانکفورت، آلمان | جام جهانی ۲۰۰۶ آلمان         | برانکو ایوانکوویچ | -                                                               | [ ۳۸ ] |
| ۴۰۳ | ۳۱ خرداد ۱۳۸۵  | آنگولا            | ۱–۱   | لایپزیگ، آلمان   | جام جهانی ۲۰۰۶ آلمان         | برانکو ایوانکوویچ | سهراب بختیاری‌زاده                                               | [ ۳۹ ] |
| ۴۰۴ | ۱۷ مرداد ۱۳۸۵  | امارات متحدهٔ عربی | ۱–۰   | تهران            | دوستانه                      | امیر قلعه‌نویی     | رضا عنایتی                                                      |        |
| ۴۰۵ | ۲۵ مرداد ۱۳۸۵  | سوریه             | ۱–۱   | تهران            | مقدماتی جام ملت‌های آسیا ۲۰۰۷ | امیر قلعه‌نویی     | جواد نکونام                                                     | [ ۴۰ ] |
| ۴۰۶ | ۱۱ شهریور ۱۳۸۵ | کرهٔ جنوبی         | ۱–۱   | سئول، کره جنوبی  | مقدماتی جام ملت‌های آسیا ۲۰۰۷ | امیر قلعه‌نویی     | وحید هاشمیان                                                    |        |
| ۴۰۷ | ۱۵ شهریور ۱۳۸۵ | سوریه             | ۲–۰   | دمشق، سوریه      | مقدماتی جام ملت‌های آسیا ۲۰۰۷ | امیر قلعه‌نویی     | محمد نصرتی، جواد نکونام                                         | [ ۴۱ ] |
| ۴۰۸ | ۱۲ مهر ۱۳۸۵    | عراق              | ۲–۰   | امان، اردن       | جام ال‌جی                     | امیر قلعه‌نویی     | شیث رضایی، مهدی رجب‌زاده                                         |        |
| ۴۰۹ | ۱۴ مهر ۱۳۸۵    | اردن              | ۰–۰   | امان، اردن       | تورنمنت ۳ جانبه اردن         | امیر قلعه‌نویی     | -                                                               |        |
| ۴۱۰ | ۱۹ مهر ۱۳۸۵    | تایوان            | ۲–۰   | تایپه، چین تایپه | مقدماتی جام ملت‌های آسیا ۲۰۰۷ | امیر قلعه‌نویی     | علی کریمی (۲ گل)                                                | [ ۱۵ ] |
| ۴۱۱ | ۲۴ آبان ۱۳۸۵   | کرهٔ جنوبی         | ۲–۰   | تهران            | مقدماتی جام ملت‌های آسیا ۲۰۰۷ | امیر قلعه‌نویی     | رضا عنایتی، حسین بادامکی                                        |        |
| ۴۱۲ | ۲۲ دی ۱۳۸۵     | امارات متحدهٔ عربی | ۲–۰   | ابوظبی، امارات   | دوستانه                      | امیر قلعه‌نویی     | رسول خطیبی، ابراهیم صادقی                                       |        |
| ۴۱۳ | ۱۸ بهمن ۱۳۸۵   | بلاروس            | ۲–۲   | تهران            | دوستانه                      | امیر قلعه‌نویی     | رسول خطیبی، مهدی رجب زاده                                       |        |

## ۱۳۸۶
| #   | تاریخ          | حریف      | نتیجه     | ورزشگاه            | عنوان مسابقه           | سرمربی            | گلزنان ایران                                                                    | پانویس |
| --- | -------------- | --------- | --------- | ------------------ | ---------------------- | ----------------- | ------------------------------------------------------------------------------- | ------ |
| ۴۱۴ | ۴ فروردین ۱۳۸۶ | قطر       | ۱–۰       | دوحه، قطر          | دوستانه                | امیر قلعه‌نویی     | علی‌رضا واحدی نیکبخت                                                             |        |
| ۴۱۵ | ۱۲ خرداد ۱۳۸۶  | مکزیک     | ۰–۴       | للاستس، سن لوئیس   | دوستانه                | امیر قلعه‌نویی     | -                                                                               |        |
| ۴۱۶ | ۲۶ خرداد ۱۳۸۶  | عراق      | ۰–۰       | امان، اردن         | فوتبال غرب آسیا ۲۰۰۷   | پرویز مظلومی      | -                                                                               |        |
| ۴۱۷ | ۳۰ خرداد ۱۳۸۶  | فلسطین    | ۲–۰       | امان، اردن         | فوتبال غرب آسیا ۲۰۰۷   | پرویز مظلومی      | میلاد میداوودی، مهدی رجب زاده                                                   |        |
| ۴۱۸ | ۱ تیر ۱۳۸۶     | اردن      | ۱–۰       | امان، اردن         | فوتبال غرب آسیا ۲۰۰۷   | پرویز مظلومی      | مهدی رجب زاده                                                                   |        |
| ۴۱۹ | ۳ تیر ۱۳۸۶     | عراق      | ۲–۱       | امان، اردن         | فوتبال غرب آسیا ۲۰۰۷   | پرویز مظلومی      | حسین بادامکی، هاشم بیک زاده                                                     |        |
| ۴۲۰ | ۱۲ تیر ۱۳۸۶    | جامائیکا  | ۸–۱       | تهران              | دوستانه                | امیر قلعه‌نویی     | جواد نکونام (۲گل) رضا عنایتی، رسول خطیبی (۲گل) مهرزاد معدنچی (۲گل) وحید هاشمیان |        |
| ۴۲۱ | ۲۱ تیر ۱۳۸۶    | ازبکستان  | ۲–۱       | کوالالامپور، مالزی | جام ملت‌های آسیا ۲۰۰۷   | امیر قلعه‌نویی     | جلال حسینی، جواد کاظمیان                                                        |        |
| ۴۲۲ | ۲۵ تیر ۱۳۸۶    | چین       | ۲–۲       | کوالالامپور، مالزی | جام ملت‌های آسیا ۲۰۰۷   | امیر قلعه‌نویی     | فریدون زندی، جواد نکونام                                                        |        |
| ۴۲۳ | ۲۸ تیر ۱۳۸۶    | مالزی     | ۲–۰       | کوالالامپور، مالزی | جام ملت‌های آسیا ۲۰۰۷   | امیر قلعه‌نویی     | جواد نکونام، آندرانیک تیموریان                                                  |        |
| ۴۲۴ | ۳۱ تیر ۱۳۸۶    | کرهٔ جنوبی | ۰–۰ (۴–۲) | کوالالامپور، مالزی | جام ملت‌های آسیا ۲۰۰۷   | امیر قلعه‌نویی     | -                                                                               |        |
| ۴۲۵ | ۲۰ دی ۱۳۸۶     | قطر       | ۰–۰       | دوحه، قطر          | دوستانه                | منصور ابراهیم‌زاده | -                                                                               |        |
| ۴۲۶ | ۱۰ بهمن ۱۳۸۶   | کاستاریکا | ۰–۰       | تهران              | دوستانه                | منصور ابراهیم‌زاده | -                                                                               |        |
| ۴۲۷ | ۱۷ بهمن ۱۳۸۶   | سوریه     | ۰–۰       | تهران              | مقدماتی جام جهانی ۲۰۱۰ | منصور ابراهیم‌زاده | -                                                                               | [ ۴۲ ] |

## ۱۳۸۷
| #   | تاریخ          | حریف              | نتیجه | ورزشگاه        | عنوان مسابقه                 | سرمربی   | گلزنان ایران                                                              | پانویس        |
| --- | -------------- | ----------------- | ----- | -------------- | ---------------------------- | -------- | ------------------------------------------------------------------------- | ------------- |
| ۴۲۸ | ۲ فروردین ۱۳۸۷ | بحرین             | ۰–۱   | منامه، بحرین   | دوستانه                      | علی دایی | -                                                                         |               |
| ۴۲۹ | ۷ فروردین ۱۳۸۷ | کویت              | ۲–۲   | تهران          | مقدماتی جام جهانی ۲۰۱۰       | علی دایی | جلال حسینی، علیرضا واحدی                                                  |               |
| ۴۳۰ | ۵ خرداد ۱۳۸۷   | زامبیا            | ۳–۲   | تهران          | دوستانه                      | علی دایی | جواد نکونام، هادی عقیلی، غلامرضا رضایی                                    |               |
| ۴۳۱ | ۱۳ خرداد ۱۳۸۷  | امارات متحدهٔ عربی | ۰–۰   | تهران          | مقدماتی جام جهانی ۲۰۱۰       | علی دایی | -                                                                         |               |
| ۴۳۲ | ۱۸ خرداد ۱۳۸۷  | امارات متحدهٔ عربی | ۱–۰   | العین، امارات  | مقدماتی جام جهانی ۲۰۱۰       | علی دایی | فریدون زندی                                                               |               |
| ۴۳۳ | ۲۵ خرداد ۱۳۸۷  | سوریه             | ۲–۰   | دمشق، سوریه    | مقدماتی جام جهانی ۲۰۱۰       | علی دایی | غلامرضا رضایی، محسن خلیلی                                                 | [ ۴۳ ]        |
| ۴۳۴ | ۲ تیر ۱۳۸۷     | کویت              | ۲–۰   | تهران          | مقدماتی جام جهانی ۲۰۱۰       | علی دایی | علامرضا رضایی، جواد نکونام                                                |               |
| ۴۳۵ | ۱۷ مرداد ۱۳۸۷  | فلسطین            | ۳–۰   | تهران          | فوتبال غرب آسیا ۲۰۰۸         | علی دایی | کیانوش رحمتی، غلامرضا رضایی، جلال رافخایی                                 |               |
| ۴۳۶ | ۲۱ مرداد ۱۳۸۷  | قطر               | ۶–۱   | تهران          | فوتبال غرب آسیا ۲۰۰۸         | علی دایی | میلاد میداوودی (۲گل) هادی عقیلی، جلال رافخایی احسان حاج صفی، احمد آل نعمه |               |
| ۴۳۷ | ۲۳ مرداد ۱۳۸۷  | سوریه             | ۲–۰   | تهران          | فوتبال غرب آسیا ۲۰۰۸         | علی دایی | کیانوش رحمتی، غلامرضا رضایی                                               | [ ۴۴ ]        |
| ۴۳۸ | ۲۵ مرداد ۱۳۸۷  | اردن              | ۲–۱   | تهران          | فوتبال غرب آسیا ۲۰۰۸         | علی دایی | هادی عقیلی، کیانوش رحمتی                                                  |               |
| ۴۳۹ | ۶ شهریور ۱۳۸۷  | آذربایجان         | ۱–۰   | تهران          | دوستانه                      | علی دایی | محمد نوری                                                                 |               |
| ۴۴۰ | ۱۶ شهریور ۱۳۸۷ | عربستان سعودی     | ۱–۱   | ریاض، عربستان  | مقدماتی جام جهانی ۲۰۱۰       | علی دایی | جواد نکونام                                                               | [ ۴۵ ]        |
| ۴۴۱ | ۲۴ مهر ۱۳۸۷    | کرهٔ شمالی         | ۲–۱   | تهران          | مقدماتی جام جهانی ۲۰۱۰       | علی دایی | مهدی مهدوی‌کیا، جواد نکونام                                                | [ ۴۶ ]        |
| ۴۴۲ | ۱۹ آبان ۱۳۸۷   | قطر               | ۱–۰   | دوحه، قطر      | دوستانه                      | علی دایی | غلامرضا رضایی                                                             |               |
| ۴۴۳ | ۲۹ آبان ۱۳۸۷   | امارات متحدهٔ عربی | ۱–۱   | دبی، امارات    | مقدماتی جام جهانی ۲۰۱۰       | علی دایی | کریم باقری                                                                | [ ۴۷ ] [ ۴۸ ] |
| ۴۴۴ | ۲۷ آذر ۱۳۸۷    | اکوادور           | ۱–۰   | مسقط، عمان     | تورنمنت ۴ جانبه عمان         | علی دایی | -                                                                         |               |
| ۴۴۵ | ۲۹ آذر ۱۳۸۷    | چین               | ۲–۰   | مسقط، عمان     | تورنمنت ۴ جانبه عمان         | علی دایی | سید مهدی سیدصالحی، پژمان نوری                                             |               |
| ۴۴۶ | ۲۰ دی ۱۳۸۷     | چین               | ۳–۱   | تهران          | دوستانه                      | علی دایی | آرش برهانی، کریم باقری، مازیار زارع                                       |               |
| ۴۴۷ | ۲۵ دی ۱۳۸۷     | سنگاپور           | ۶–۰   | تهران          | مقدماتی جام ملت‌های آسیا ۲۰۱۱ | علی دایی | مجید غلام‌نژاد، غلامرضا رضایی، کریم باقری مازیار زارع ،محمد نوری (۲گل)     |               |
| ۴۴۸ | ۹ بهمن ۱۳۸۷    | تایلند            | ۰–۰   | بانکوک، تایلند | مقدماتی جام ملت‌های آسیا ۲۰۱۱ | علی دایی | -                                                                         |               |
| ۴۴۹ | ۲۳ بهمن ۱۳۸۷   | کرهٔ جنوبی         | ۱–۱   | تهران          | مقدماتی جام جهانی ۲۰۱۰       | علی دایی | جواد نکونام                                                               |               |
| ۴۵۰ | ۲۴ اسفند ۱۳۸۷  | کنیا              | ۱–۰   | تهران          | دوستانه                      | علی دایی | حسین کاظمی                                                                |               |

## ۱۳۸۸
| #   | تاریخ           | حریف              | نتیجه | ورزشگاه              | عنوان مسابقه                 | سرمربی           | گلزنان ایران                               | پانویس         |
| --- | --------------- | ----------------- | ----- | -------------------- | ---------------------------- | ---------------- | ------------------------------------------ | -------------- |
| ۴۵۱ | ۳ فروردین ۱۳۸۸  | کویت              | ۱–۰   | شهر کویت، کویت       | دوستانه                      | علی دایی         | مازیار زارع                                |                |
| ۴۵۲ | ۸ فروردین ۱۳۸۸  | عربستان سعودی     | ۱–۲   | تهران                | مقدماتی جام جهانی ۲۰۱۰       | علی دایی         | مسعود شجاعی                                |                |
| ۴۵۳ | ۱۲ فروردین ۱۳۸۸ | سنگال             | ۱–۱   | تهران                | دوستانه                      | اریش روته مولر   | مهرزاد معدنچی                              |                |
| ۴۵۴ | ۱۱ خرداد ۱۳۸۸   | چین               | ۰–۱   | گوانگ‌ژو              | دوستانه                      | افشین قطبی       |                                            |                |
| ۴۵۵ | ۱۶ خرداد ۱۳۸۸   | کرهٔ شمالی         | ۰–۰   | یانگاکدو، پیونگ یانگ | مقدماتی جام جهانی ۲۰۱۰       | افشین قطبی       |                                            | [ ۴۹ ]         |
| ۴۵۶ | ۲۰ خرداد ۱۳۸۸   | امارات متحدهٔ عربی | ۱–۰   | تهران                | مقدماتی جام جهانی ۲۰۱۰       | افشین قطبی       | علی کریمی                                  | [ ۱۵ ]         |
| ۴۵۷ | ۲۷ خرداد ۱۳۸۸   | کرهٔ جنوبی         | ۱–۱   | سئول، کره جنوبی      | مقدماتی جام جهانی ۲۰۱۰       | افشین قطبی       | مسعود شجاعی                                | [ ۵۰ ]         |
| ۴۵۸ | ۱۴ تیر ۱۳۸۸     | بوتسوانا          | ۱–۱   | گابورون، بوتسوانا    | دوستانه                      | غلامحسین پیروانی | شهریار شیروند                              | تیم زیر ۲۳ سال |
| ۴۵۹ | ۲۱ مرداد ۱۳۸۸   | بوسنی و هرزگوین   | ۳–۲   | سارایوو              | دوستانه                      | افشین قطبی       | آرش برهانی، آندرانیک تیموریان، مسعود شجاعی |                |
| ۴۶۰ | ۹ شهریور ۱۳۸۸   | بحرین             | ۲–۴   | منامه، بحرین         | دوستانه                      | افشین قطبی       | فریدون زندی (۲گل)                          |                |
| ۴۶۱ | ۱۴ شهریور ۱۳۸۸  | ازبکستان          | ۰–۰   | تاشکند، ازبکستان     | دوستانه                      | افشین قطبی       |                                            |                |
| ۴۶۲ | ۱۹ آبان ۱۳۸۸    | ایسلند            | ۱–۰   | تهران                | دوستانه                      | افشین قطبی       | کریم انصاری‌فرد                             |                |
| ۴۶۳ | ۲۳ آبان ۱۳۸۸    | اردن              | ۱–۰   | تهران                | مقدماتی جام ملت‌های آسیا ۲۰۱۱ | افشین قطبی       | جواد نکونام                                |                |
| ۴۶۴ | ۲۷ آبان ۱۳۸۸    | مقدونیه شمالی     | ۱–۱   | تهران                | دوستانه                      | افشین قطبی       | آندرانیک تیموریان                          | [ ۵۱ ]         |
| ۴۶۵ | ۱ آذر ۱۳۸۸      | اردن              | ۰–۱   | امان، اردن           | مقدماتی جام ملت‌های آسیا ۲۰۱۱ | افشین قطبی       |                                            |                |
| ۴۶۶ | ۷ دی ۱۳۸۸       | قطر               | ۲–۳   | دوحه، قطر            | تورنمنت ۴ جانبه قطر          | افشین قطبی       | احسان حاج صفی، میلاد زنیدپور               |                |
| ۴۶۷ | ۹ دی ۱۳۸۸       | مالی              | ۱–۲   | دوحه، قطر            | تورنمنت ۴ جانبه قطر          | افشین قطبی       | کریم انصاری‌فرد                             |                |
| ۴۶۸ | ۱۲ دی ۱۳۸۸      | کرهٔ شمالی         | ۱–۰   | دوحه، قطر            | تورنمنت ۴ جانبه قطر          | افشین قطبی       | مهرزاد معدنچی                              |                |
| ۴۶۹ | ۱۶ دی ۱۳۸۸      | سنگاپور           | ۳–۱   | سنگاپور، سنگاپور     | مقدماتی جام ملت‌های آسیا ۲۰۱۱ | افشین قطبی       | هادی عقیلی، مهرزاد معدنچی، غلامرضا رضایی   |                |
| ۴۷۰ | ۱۲ اسفند ۱۳۸۸   | تایلند            | ۱–۰   | تهران                | مقدماتی جام ملت‌های آسیا ۲۰۱۱ | افشین قطبی       | جواد نکونام                                |                |

## ۱۳۸۹
| #   | تاریخ          | حریف              | نتیجه | ورزشگاه           | عنوان مسابقه         | سرمربی          | گلزنان ایران                                 | پانویس |
| --- | -------------- | ----------------- | ----- | ----------------- | -------------------- | --------------- | -------------------------------------------- | ------ |
| ۴۷۱ | ۲۰ مرداد ۱۳۸۹  | ارمنستان          | ۳–۱   | ایروان، ارمنستان  | دوستانه              | افشین قطبی      | هادی عقیلی (۲گل) محمد نصرتی                  |        |
| ۴۷۲ | ۱۲ شهریور ۱۳۸۹ | چین               | ۲–۰   | ژنگژو، چین        | دوستانه              | افشین قطبی      | محمد غلامی، آندرانیک تیموریان                |        |
| ۴۷۳ | ۱۶ شهریور ۱۳۸۹ | کرهٔ جنوبی         | ۱–۰   | سئول، کره جنوبی   | دوستانه              | افشین قطبی      | مسعود شجاعی                                  |        |
| ۴۷۴ | ۲ مهر ۱۳۸۹     | بحرین             | ۳–۰   | امان، اردن        | فوتبال غرب آسیا ۲۰۱۰ | افشین قطبی      | هادی عقیلی (۲گل) مهرداد اولادی               |        |
| ۴۷۵ | ۶ مهر ۱۳۸۹     | عمان              | ۲–۲   | امان، اردن        | فوتبال غرب آسیا ۲۰۱۰ | افشین قطبی      | میلاد میداوودی، آندرانیک تیموریان            | [ ۵۲ ] |
| ۴۷۶ | ۹ مهر ۱۳۸۹     | عراق              | ۲–۱   | امان، اردن        | فوتبال غرب آسیا ۲۰۱۰ | افشین قطبی      | جلال حسینی، محمد غلامی                       |        |
| ۴۷۷ | ۱۱ مهر ۱۳۸۹    | کویت              | ۱–۲   | امان، اردن        | فوتبال غرب آسیا ۲۰۱۰ | افشین قطبی      | میلاد میداوودی                               |        |
| ۴۷۸ | ۱۵ مهر ۱۳۸۹    | برزیل             | ۰–۳   | ابوظبی، امارات    | دوستانه              | افشین قطبی      |                                              |        |
| ۴۷۹ | ۷ دی ۱۳۸۹      | قطر               | ۰–۰   | دوحه، قطر         | دوستانه              | افشین قطبی      |                                              |        |
| ۴۸۰ | ۱۲ دی ۱۳۸۹     | آنگولا            | ۱–۰   | جاسم بن حمد، دوحه | دوستانه              | افشین قطبی      | جواد نکونام                                  | [ ۵۳ ] |
| ۴۸۱ | ۲۱ دی ۱۳۸۹     | عراق              | ۲–۱   | الریان، قطر       | جام ملت‌های آسیا ۲۰۱۱ | افشین قطبی      | غلامرضا رضایی، ایمان مبعلی                   | [ ۵۴ ] |
| ۴۸۲ | ۲۵ دی ۱۳۸۹     | کرهٔ شمالی         | ۱–۰   | دوحه، قطر         | جام ملت‌های آسیا ۲۰۱۱ | افشین قطبی      | کریم انصاری‌فرد                               |        |
| ۴۸۳ | ۲۹ دی ۱۳۸۹     | امارات متحدهٔ عربی | ۳–۰   | دوحه، قطر         | جام ملت‌های آسیا ۲۰۱۱ | افشین قطبی      | آرش افشین، محمد نوری، ولید عباس (گل به خودی) | [ ۵۵ ] |
| ۴۸۴ | ۲ بهمن ۱۳۸۹    | کرهٔ جنوبی         | ۰–۱   | دوحه، قطر         | جام ملت‌های آسیا ۲۰۱۱ | افشین قطبی      |                                              |        |
| ۴۸۵ | ۲۰ بهمن ۱۳۸۹   | روسیه             | ۱–۰   | ابوظبی، امارات    | دوستانه              | علیرضا منصوریان | محمدرضا خلعتبری                              | [ ۵۶ ] |

## ۱۳۹۰
| #   | تاریخ          | حریف       | نتیجه | ورزشگاه          | عنوان مسابقه           | سرمربی       | گلزنان ایران                                                                             | پانویس |
| --- | -------------- | ---------- | ----- | ---------------- | ---------------------- | ------------ | ---------------------------------------------------------------------------------------- | ------ |
| ۴۸۶ | ۲۶ تیر ۱۳۹۰    | ماداگاسکار | ۱–۰   | تهران            | دوستانه                | کارلوس کیروش | سید جلال حسینی                                                                           | [ ۵۷ ] |
| ۴۸۷ | ۱ مرداد ۱۳۹۰   | مالدیو     | ۴–۰   | تهران            | مقدماتی جام جهانی ۲۰۱۴ | کارلوس کیروش | کریم انصاری‌فرد(۲گل)، علی کریمی، سعید دقیقی                                               | [ ۵۸ ] |
| ۴۸۸ | ۶ مرداد ۱۳۹۰   | مالدیو     | ۱–۰   | ماله، مالدیو     | مقدماتی جام جهانی ۲۰۱۴ | کارلوس کیروش | محمدرضا خلعتبری                                                                          | [ ۵۹ ] |
| ۴۸۹ | ۱۱ شهریور ۱۳۹۰ | اندونزی    | ۳–۰   | تهران            | مقدماتی جام جهانی ۲۰۱۴ | کارلوس کیروش | جواد نکونام(۲گل)، آندرانیک تیموریان                                                      | [ ۶۰ ] |
| ۴۹۰ | ۱۵ شهریور ۱۳۹۰ | قطر        | ۱–۱   | دوحه، قطر        | مقدماتی جام جهانی ۲۰۱۴ | کارلوس کیروش | هادی عقیلی                                                                               | [ ۶۱ ] |
| ۴۹۱ | ۱۳ مهر ۱۳۹۰    | فلسطین     | ۷–۰   | تهران            | دوستانه                | کارلوس کیروش | محمد قاضی، کریم انصاری‌فرد، جواد نکونام پژمان منتظری، پژمان نوری، جواد کاظمیان(۲گل)       | [ ۶۲ ] |
| ۴۹۲ | ۱۹ مهر ۱۳۹۰    | بحرین      | ۶–۰   | تهران            | مقدماتی جام جهانی ۲۰۱۴ | کارلوس کیروش | سید جلال حسینی، مجتبی جباری، هادی عقیلی آندرانیک تیموریان، کریم انصاری‌فرد، غلامرضا رضایی | [ ۶۳ ] |
| ۴۹۳ | ۲۰ آبان ۱۳۹۰   | بحرین      | ۱–۱   | ریفا، بحرین      | مقدماتی جام جهانی ۲۰۱۴ | کارلوس کیروش | مجتبی جباری                                                                              | [ ۶۴ ] |
| ۴۹۴ | ۲۴ آبان ۱۳۹۰   | اندونزی    | ۴–۱   | جاکارتا، اندونزی | مقدماتی جام جهانی ۲۰۱۴ | کارلوس کیروش | میلاد میداوودی، مجتبی جباری، غلامرضا رضایی جواد نکونام                                   | [ ۶۵ ] |
| ۴۹۵ | ۴ اسفند ۱۳۹۰   | اردن       | ۲–۲   | دبی، امارات      | دوستانه                | کارلوس کیروش | علی کریمی، محمد قاضی                                                                     | [ ۶۶ ] |
| ۴۹۶ | ۱۰ اسفند ۱۳۹۰  | قطر        | ۲–۲   | تهران            | مقدماتی جام جهانی ۲۰۱۴ | کارلوس کیروش | اشکان دژاگه(۲ گل)                                                                        |        |

## ۱۳۹۱
| #   | تاریخ          | حریف          | نتیجه | ورزشگاه           | عنوان مسابقه                 | سرمربی       | گلزنان ایران                                                     | پانویس |
| --- | -------------- | ------------- | ----- | ----------------- | ---------------------------- | ------------ | ---------------------------------------------------------------- | ------ |
| ۴۹۷ | ۷ خرداد ۱۳۹۱   | آلبانی        | ۰–۱   | استانبول، ترکیه   | دوستانه                      | کارلوس کیروش |                                                                  | [ ۶۷ ] |
| ۴۹۸ | ۱۴ خرداد ۱۳۹۱  | ازبکستان      | ۱–۰   | تاشکند، ازبکستان  | مقدماتی جام جهانی ۲۰۱۴       | کارلوس کیروش | محمدرضا خلعتبری                                                  | [ ۶۸ ] |
| ۴۹۹ | ۲۳ خرداد ۱۳۹۱  | قطر           | ۰–۰   | تهران             | مقدماتی جام جهانی ۲۰۱۴       | کارلوس کیروش |                                                                  | [ ۶۹ ] |
| ۵۰۰ | ۲۵ مرداد ۱۳۹۱  | تونس          | ۲–۲   | کشکه مت، مجارستان | دوستانه                      | کارلوس کیروش | محمدرضا خلعتبری، محمد قاضی                                       | [ ۷۰ ] |
| ۵۰۱ | ۱۵ شهریور ۱۳۹۱ | اردن          | ۰–۰   | امان، اردن        | دوستانه                      | کارلوس کیروش |                                                                  |        |
| ۵۰۲ | ۲۱ شهریور ۱۳۹۱ | لبنان         | ۰–۱   | بیروت، لبنان      | مقدماتی جام جهانی ۲۰۱۴       | کارلوس کیروش |                                                                  |        |
| ۵۰۳ | ۲۵ مهر ۱۳۹۱    | کرهٔ جنوبی     | ۱–۰   | تهران             | مقدماتی جام جهانی ۲۰۱۴       | کارلوس کیروش | جواد نکونام                                                      |        |
| ۵۰۴ | ۱۶ آبان ۱۳۹۱   | تاجیکستان     | ۶–۱   | تهران             | دوستانه                      | کارلوس کیروش | قاسم دهنوی(۲ گل)، یعقوب کریمی(۲ گل)، احمد حسن‌زاده علیرضا عباسفرد |        |
| ۵۰۵ | ۲۴ آبان ۱۳۹۱   | ازبکستان      | ۰–۱   | تهران             | مقدماتی جام جهانی ۲۰۱۴       | کارلوس کیروش |                                                                  |        |
| ۵۰۶ | ۱۹ آذر ۱۳۹۱    | عربستان سعودی | ۰–۰   | کویت، کویت        | فوتبال غرب آسیا ۲۰۱۲         | کارلوس کیروش |                                                                  |        |
| ۵۰۷ | ۲۲ آذر ۱۳۹۱    | بحرین         | ۰–۰   | کویت، کویت        | فوتبال غرب آسیا ۲۰۱۲         | کارلوس کیروش |                                                                  |        |
| ۵۰۸ | ۲۵ آذر ۱۳۹۱    | یمن           | ۲–۱   | کویت، کویت        | فوتبال غرب آسیا ۲۰۱۲         | کارلوس کیروش | امید نظری، یعقوب کریمی                                           |        |
| ۵۰۹ | ۱۸ بهمن ۱۳۹۱   | لبنان         | ۵–۰   | تهران             | مقدماتی جام ملت‌های آسیا ۲۰۱۵ | کارلوس کیروش | رضا قوچان نژاد(۲ گل)، جواد نکونام(۳ گل)                          |        |

## ۱۳۹۲
| #   | تاریخ          | حریف      | نتیجه | ورزشگاه           | عنوان مسابقه                 | سرمربی       | گلزنان ایران                                       | پانویس |
| --- | -------------- | --------- | ----- | ----------------- | ---------------------------- | ------------ | -------------------------------------------------- | ------ |
| ۵۱۰ | ۶ فروردین ۱۳۹۲ | کویت      | ۱–۱   | کویت، کویت        | مقدماتی جام ملت‌های آسیا ۲۰۱۵ | کارلوس کیروش | مسعود شجاعی                                        |        |
| ۵۱۱ | ۱ خرداد ۱۳۹۲   | عمان      | ۱–۳   | مسقط، عمان        | دوستانه                      | کارلوس کیروش | محسن مسلمان                                        | [ ۷۱ ] |
| ۵۱۲ | ۱۴ خرداد ۱۳۹۲  | قطر       | ۱–۰   | دوحه، قطر         | مقدماتی جام جهانی ۲۰۱۴       | کارلوس کیروش | رضا قوچان نژاد                                     | [ ۷۲ ] |
| ۵۱۳ | ۲۱ خرداد ۱۳۹۲  | لبنان     | ۴–۰   | تهران             | مقدماتی جام جهانی ۲۰۱۴       | کارلوس کیروش | رضا قوچان نژاد، جواد نکونام(۲ گل)، محمدرضا خلعتبری | [ ۷۳ ] |
| ۵۱۴ | ۲۸ خرداد ۱۳۹۲  | کرهٔ جنوبی | ۱–۰   | اولسان، کره جنوبی | مقدماتی جام جهانی ۲۰۱۴       | کارلوس کیروش | رضا قوچان نژاد                                     | [ ۷۴ ] |
| ۵۱۵ | ۲۳ مهر ۱۳۹۲    | تایلند    | ۲–۱   | تهران             | مقدماتی جام ملت‌های آسیا ۲۰۱۵ | کارلوس کیروش | سید جلال حسینی، رضا قوچان نژاد                     | [ ۷۵ ] |
| ۵۱۶ | ۲۴ آبان ۱۳۹۲   | تایلند    | ۳–۰   | بانکوک، تایلند    | مقدماتی جام ملت‌های آسیا ۲۰۱۵ | کارلوس کیروش | اشکان دژاگه، رضا قوچان نژاد، علیرضا جهانبخش        | [ ۷۶ ] |
| ۵۱۷ | ۲۸ آبان ۱۳۹۲   | لبنان     | ۴–۱   | بیروت             | مقدماتی جام ملت‌های آسیا ۲۰۱۵ | کارلوس کیروش | امیرحسین صادقی، رضا قوچان نژاد (۲ گل)، جواد نکونام | [ ۷۷ ] |
| ۵۱۸ | ۱۲ اسفند ۱۳۹۲  | کویت      | ۳–۲   | کرج               | مقدماتی جام ملت‌های آسیا ۲۰۱۵ | کارلوس کیروش | یعقوب کریمی، پیام صادقیان، کریم انصاری‌فرد          | [ ۷۸ ] |
| ۵۱۹ | ۱۴ اسفند ۱۳۹۲  | گینه      | ۱–۲   | تهران             | دوستانه                      | کارلوس کیروش | رضا قوچان نژاد                                     | [ ۷۹ ] |

## ۱۳۹۳
| #   | تاریخ            | حریف              | نتیجه     | ورزشگاه                    | عنوان مسابقه         | سرمربی       | گلزنان ایران                                   | پانویس |
| --- | ---------------- | ----------------- | --------- | -------------------------- | -------------------- | ------------ | ---------------------------------------------- | ------ |
| ۵۲۰ | ۲۸ اردیبهشت ۱۳۹۳ | بلاروس            | ۰–۰       | وین، اتریش                 | دوستانه              | کارلوس کیروش |                                                | [ ۸۰ ] |
| ۵۲۱ | ۵ خرداد ۱۳۹۳     | مونته‌نگرو         | ۰–۰       | وین، اتریش                 | دوستانه              | کارلوس کیروش |                                                | [ ۸۱ ] |
| ۵۲۲ | ۹ خرداد ۱۳۹۳     | آنگولا            | ۱–۱       | وین، اتریش                 | دوستانه              | کارلوس کیروش | کریم انصاری‌فرد                                 | [ ۸۲ ] |
| ۵۲۳ | ۱۸ خرداد ۱۳۹۳    | ترینیداد و توباگو | ۲–۰       | سائوپائولو، برزیل          | دوستانه              | کارلوس کیروش | احسان حاج صفی، جواد نکونام                     | [ ۸۳ ] |
| ۵۲۴ | ۲۶ خرداد ۱۳۹۳    | نیجریه            | ۰–۰       | آرنا دا بایشادا، کوریتیبا  | جام جهانی ۲۰۱۴ برزیل | کارلوس کیروش |                                                | [ ۸۴ ] |
| ۵۲۵ | ۳۱ خرداد ۱۳۹۳    | آرژانتین          | ۰–۱       | مینیرو، بلو هوریزونته      | جام جهانی ۲۰۱۴ برزیل | کارلوس کیروش |                                                | [ ۸۵ ] |
| ۵۲۶ | ۴ تیر ۱۳۹۳       | بوسنی و هرزگوین   | ۱–۳       | آرنا فونته نوآوا، سالوادور | جام جهانی ۲۰۱۴ برزیل | کارلوس کیروش | رضا قوچان نژاد                                 | [ ۸۶ ] |
| ۵۲۷ | ۲۷ مهر ۱۳۹۳      | کرهٔ جنوبی         | ۱–۰       | تهران                      | دوستانه              | کارلوس کیروش | سردار آزمون                                    | [ ۸۷ ] |
| ۵۲۸ | ۱۴ دی ۱۳۹۳       | عراق              | ۱–۰       | نیو ساوت ولز، استرالیا     | دوستانه              | کارلوس کیروش | سردار آزمون                                    | [ ۸۸ ] |
| ۵۲۹ | ۲۱ دی ۱۳۹۳       | بحرین             | ۲–۰       | ملبورن، استرالیا           | جام ملت‌های آسیا ۲۰۱۵ | کارلوس کیروش | احسان حاج صفی، مسعود شجاعی                     | [ ۸۹ ] |
| ۵۳۰ | ۲۵ دی ۱۳۹۳       | قطر               | ۱–۰       | سیدنی، استرالیا            | جام ملت‌های آسیا ۲۰۱۵ | کارلوس کیروش | سردار آزمون                                    | [ ۹۰ ] |
| ۵۳۱ | ۲۹ دی ۱۳۹۳       | امارات متحدهٔ عربی | ۱–۰       | بریزبن، استرالیا           | جام ملت‌های آسیا ۲۰۱۵ | کارلوس کیروش | رضا قوچان نژاد                                 | [ ۹۱ ] |
| ۵۳۲ | ۳ بهمن ۱۳۹۳      | عراق              | ۳–۳ (۷–۶) | کانبرا، استرالیا           | جام ملت‌های آسیا ۲۰۱۵ | کارلوس کیروش | رضا قوچان نژاد، سردار آزمون، مرتضی پورعلی گنجی | [ ۹۲ ] |

## ۱۳۹۴
| #   | تاریخ           | حریف      | نتیجه | ورزشگاه             | عنوان مسابقه                         | سرمربی       | گلزنان ایران                                                                  | پانویس  |
| --- | --------------- | --------- | ----- | ------------------- | ------------------------------------ | ------------ | ----------------------------------------------------------------------------- | ------- |
| ۵۳۳ | ۶ فروردین ۱۳۹۴  | شیلی      | ۲–۰   | سانکت پولتن، اتریش  | دوستانه                              | کارلوس کیروش | جواد نکونام، وحید امیری                                                       | [ ۹۳ ]  |
| ۵۳۴ | ۱۱ فروردین ۱۳۹۴ | سوئد      | ۱–۳   | سولنا، سوئد         | دوستانه                              | کارلوس کیروش | جواد نکونام                                                                   | [ ۹۴ ]  |
| ۵۳۵ | ۲۱ خرداد ۱۳۹۴   | ازبکستان  | ۱–۰   | تاشکند، ازبکستان    | دوستانه                              | کارلوس کیروش | مهدی ترابی                                                                    | [ ۹۵ ]  |
| ۵۳۶ | ۲۶ خرداد ۱۳۹۴   | ترکمنستان | ۱–۱   | داش آغوز، ترکمنستان | مرحله دوم مقدماتی جام جهانی ۲۰۱۸ (۱) | کارلوس کیروش | سردار آزمون                                                                   | [ ۹۶ ]  |
| ۵۳۷ | ۱۲ شهریور ۱۳۹۴  | گوآم      | ۶–۰   | تهران               | مرحله دوم مقدماتی جام جهانی ۲۰۱۸ (۱) | کارلوس کیروش | اشکان دژاگه، مهدی طارمی (۲ گل)، سردار آزمون (۲ گل) مهدی ترابی                 | [ ۹۷ ]  |
| ۵۳۸ | ۱۷ شهریور ۱۳۹۴  | هند       | ۳–۰   | بنگلور، هند         | مرحله دوم مقدماتی جام جهانی ۲۰۱۸ (۱) | کارلوس کیروش | سردار آزمون، آندرانیک تیموریان، مهدی طارمی                                    | [ ۹۸ ]  |
| ۵۳۹ | ۱۶ مهر ۱۳۹۴     | عمان      | ۱–۱   | مسقط، عمان          | مرحله دوم مقدماتی جام جهانی ۲۰۱۸ (۱) | کارلوس کیروش | سید جلال حسینی                                                                | [ ۹۹ ]  |
| ۵۴۰ | ۲۱ مهر ۱۳۹۴     | ژاپن      | ۱–۱   | تهران               | بازی دوستانه                         | کارلوس کیروش | مهدی ترابی                                                                    | [ ۱۰۰ ] |
| ۵۴۱ | ۲۱ آبان ۱۳۹۴    | ترکمنستان | ۳–۱   | تهران               | مرحله دوم مقدماتی جام جهانی ۲۰۱۸ (۱) | کارلوس کیروش | مرتضی پورعلی گنجی، سعید عزت‌اللهی، اشکان دژاگه                                 | [ ۱۰۱ ] |
| ۵۴۲ | ۲۶ آبان ۱۳۹۴    | گوآم      | ۶–۰   | ددیدو، گوام         | مرحله دوم مقدماتی جام جهانی ۲۰۱۸ (۱) | کارلوس کیروش | مهدی طارمی (۲ گل)، کمال کامیابی‌نیا، رامین رضاییان مسعود شجاعی، کریم انصاری‌فرد | [ ۱۰۲ ] |

## ۱۳۹۵
| #   | تاریخ           | حریف          | نتیجه | ورزشگاه          | عنوان مسابقه                         | سرمربی       | گلزنان ایران                                                                     | پانویس  |
| --- | --------------- | ------------- | ----- | ---------------- | ------------------------------------ | ------------ | -------------------------------------------------------------------------------- | ------- |
| ۵۴۳ | ۵ فروردین ۱۳۹۵  | هند           | ۴–۰   | تهران            | مرحله دوم مقدماتی جام جهانی ۲۰۱۸ (۱) | کارلوس کیروش | احسان حاجی صفی (۲ گل)، سردار آزمون، علیرضا جهانبخش                               | [ ۱۰۳ ] |
| ۵۴۴ | ۱۰ فروردین ۱۳۹۵ | عمان          | ۲–۰   | تهران            | مرحله دوم مقدماتی جام جهانی ۲۰۱۸ (۱) | کارلوس کیروش | سردار آزمون (۲ گل)                                                               | [ ۱۰۴ ] |
| ۵۴۵ | ۱۳ خرداد ۱۳۹۵   | مقدونیه شمالی | ۳–۱   | اسکوپیه، مقدونیه | دوستانه                              | کارلوس کیروش | سردار آزمون (۳ گل)                                                               | [ ۱۰۵ ] |
| ۵۴۶ | ۱۸ خرداد ۱۳۹۵   | قرقیزستان     | ۶–۰   | تهران            | دوستانه                              | کارلوس کیروش | مسعود شجاعی، مهدی طارمی، مهدی ترابی کریم انصاری فرد (۲ گل)، سردار آزمون          | [ ۱۰۶ ] |
| ۵۴۷ | ۱۱ شهریور ۱۳۹۵  | قطر           | ۲–۰   | تهران            | مقدماتی جام جهانی ۲۰۱۸               | کارلوس کیروش | رضا قوچان‌نژاد، علیرضا جهانبخش                                                    | [ ۱۰۷ ] |
| ۵۴۸ | ۱۶ شهریور ۱۳۹۵  | چین           | ۰–۰   | شن‌یانگ، چین      | مقدماتی جام جهانی ۲۰۱۸               | کارلوس کیروش |                                                                                  | [ ۱۰۸ ] |
| ۵۴۹ | ۱۵ مهر ۱۳۹۵     | ازبکستان      | ۱–۰   | تاشکند، ازبکستان | مقدماتی جام جهانی ۲۰۱۸               | کارلوس کیروش | سید جلال حسینی                                                                   | [ ۱۰۹ ] |
| ۵۵۰ | ۲۰ مهر ۱۳۹۵     | کرهٔ جنوبی     | ۱–۰   | تهران            | مقدماتی جام جهانی ۲۰۱۸               | کارلوس کیروش | سردار آزمون                                                                      | [ ۱۱۰ ] |
| ۵۵۱ | ۲۰ آبان ۱۳۹۵    | پاپوآ گینهٔ نو | ۸–۱   | شاه عالم، مالزی  | دوستانه                              | کارلوس کیروش | اشکان دژاگه، مهدی طارمی، رضا قوچان‌نژاد(۳ گل) کریم انصاری‌فرد(۲ گل)، رامین رضاییان | [ ۱۱۱ ] |
| ۵۵۲ | ۲۵ آبان ۱۳۹۵    | سوریه         | ۰–۰   | سرمبان، مالزی    | مقدماتی جام جهانی ۲۰۱۸               | کارلوس کیروش |                                                                                  | [ ۱۱۲ ] |
| ۵۵۳ | ۲۸ اسفند ۱۳۹۵   | عراق          | ۰–۱   | تهران            | دوستانه                              | کارلوس کیروش | -                                                                                | [ ۱۱۳ ] |

## ۱۳۹۶
| #   | تاریخ          | حریف      | نتیجه | ورزشگاه               | عنوان مسابقه           | سرمربی       | گلزنان ایران                                    | پانویس  |
| --- | -------------- | --------- | ----- | --------------------- | ---------------------- | ------------ | ----------------------------------------------- | ------- |
| ۵۵۴ | ۳ فروردین ۱۳۹۶ | قطر       | ۱–۰   | دوحه، قطر             | مقدماتی جام جهانی ۲۰۱۸ | کارلوس کیروش | مهدی طارمی                                      |         |
| ۵۵۵ | ۸ فروردین ۱۳۹۶ | چین       | ۱–۰   | تهران                 | مقدماتی جام جهانی ۲۰۱۸ | کارلوس کیروش | مهدی طارمی                                      | [ ۱۱۴ ] |
| ۵۵۶ | ۱۴ خرداد ۱۳۹۶  | مونته‌نگرو | ۲–۱   | پودگوریتسا، مونته‌نگرو | دوستانه                | کارلوس کیروش | سردار آزمون (۲ گل)                              | [ ۱۱۵ ] |
| ۵۵۷ | ۲۲ خرداد ۱۳۹۶  | ازبکستان  | ۲–۰   | تهران                 | مقدماتی جام جهانی ۲۰۱۸ | کارلوس کیروش | سردار آزمون، مهدی طارمی                         |         |
| ۵۵۸ | ۹ شهریور ۱۳۹۶  | کرهٔ جنوبی | ۰–۰   | سئول، کره جنوبی       | مقدماتی جام جهانی ۲۰۱۸ | کارلوس کیروش |                                                 | [ ۱۱۶ ] |
| ۵۵۹ | ۱۴ شهریور ۱۳۹۶ | سوریه     | ۲–۲   | تهران                 | مقدماتی جام جهانی ۲۰۱۸ | کارلوس کیروش | سردار آزمون (۲ گل)                              | [ ۱۱۷ ] |
| ۵۶۰ | ۱۳ مهر ۱۳۹۶    | توگو      | ۲–۰   | تهران                 | دوستانه                | کارلوس کیروش | کریم انصاری‌فرد (۲ گل)                           | [ ۱۱۸ ] |
| ۵۶۱ | ۱۸ مهر ۱۳۹۶    | روسیه     | ۱–۱   | کازان، روسیه          | دوستانه                | کارلوس کیروش | سردار آزمون                                     | [ ۱۱۹ ] |
| ۵۶۲ | ۱۸ آبان ۱۳۹۶   | پاناما    | ۲–۱   | اتریش                 | دوستانه                | کارلوس کیروش | اشکان دژاگه، سامان قدوس                         | [ ۱۲۰ ] |
| ۵۶۳ | ۲۲ آبان ۱۳۹۶   | ونزوئلا   | ۱–۰   | نیمیخن، هلند          | دوستانه                | کارلوس کیروش | علیرضا جهانبخش                                  | [ ۱۲۱ ] |
| ۵۶۴ | ۲۴ اسفند ۱۳۹۶  | سیرالئون  | ۴–۰   | تهران                 | دوستانه                | کارلوس کیروش | کاوه رضایی، علی قلی‌زاده (۲ گل)، محمدرضا خانزاده | [ ۱۲۲ ] |

## ۱۳۹۷
| #   | تاریخ          | حریف              | نتیجه | ورزشگاه                | عنوان مسابقه          | سرمربی       | گلزنان ایران                                          | پانویس  |
| --- | -------------- | ----------------- | ----- | ---------------------- | --------------------- | ------------ | ----------------------------------------------------- | ------- |
| ۵۶۵ | ۳ فروردین ۱۳۹۷ | تونس              | ۰–۱   | رادس، تونس             | دوستانه               | کارلوس کیروش |                                                       | [ ۱۲۳ ] |
| ۵۶۶ | ۷ فروردین ۱۳۹۷ | الجزایر           | ۲–۱   | اتریش                  | دوستانه               | کارلوس کیروش | سردار آزمون، مهدی طارمی                               | [ ۱۲۴ ] |
| ۵۶۷ | ۷ خرداد ۱۳۹۷   | ترکیه             | ۱–۲   | استانبول، ترکیه        | دوستانه               | کارلوس کیروش | اشکان دژاگه                                           | [ ۱۲۵ ] |
| ۵۶۸ | ۱۸ خرداد ۱۳۹۷  | لیتوانی           | ۱–۰   | مسکو، روسیه            | دوستانه               | کارلوس کیروش | کریم انصاری‌فرد                                        | [ ۱۲۶ ] |
| ۵۶۹ | ۲۵ خرداد ۱۳۹۷  | مراکش             | ۱–۰   | کرستوفسکی، سن پترزبورگ | جام جهانی فوتبال ۲۰۱۸ | کارلوس کیروش | گل به خودی توسط عزیز بوحدوز (۵+۹۰)                    | [ ۱۲۷ ] |
| ۵۷۰ | ۳۰ خرداد ۱۳۹۷  | اسپانیا           | ۰–۱   | کازان آرنا، کازان      | جام جهانی فوتبال ۲۰۱۸ | کارلوس کیروش |                                                       | [ ۱۲۸ ] |
| ۵۷۱ | ۴ تیر ۱۳۹۷     | پرتغال            | ۱–۱   | موردوویا آرنا، سارانسک | جام جهانی فوتبال ۲۰۱۸ | کارلوس کیروش | کریم انصاری‌فرد (۹۰ - پنالتی)                          | [ ۱۲۹ ] |
| ۵۷۲ | ۲۰ شهریور ۱۳۹۷ | ازبکستان          | ۱–۰   | تاشکند، ازبکستان       | دوستانه               | کارلوس کیروش | مهدی ترابی                                            | [ ۱۳۰ ] |
| ۵۷۳ | ۲۴ مهر ۱۳۹۷    | بولیوی            | ۲–۱   | تهران                  | دوستانه               | کارلوس کی‌روش | علیرضا جهانبخش، مهدی ترابی                            | [ ۱۳۱ ] |
| ۵۷۴ | ۲۳ آبان ۱۳۹۷   | ترینیداد و توباگو | ۱–۰   | تهران                  | دوستانه               | کارلوس کی‌روش | کریم انصاری‌فرد                                        | [ ۱۳۲ ] |
| ۵۷۵ | ۲۹ آبان ۱۳۹۷   | ونزوئلا           | ۱–۱   | دوحه، قطر              | دوستانه               | کارلوس کیروش | علی قلی‌زاده                                           | [ ۱۳۳ ] |
| ۵۷۶ | ۳ دی ۱۳۹۷      | فلسطین            | ۱–۱   | دوحه، قطر              | دوستانه               | کارلوس کیروش | مهدی طارمی                                            | [ ۱۳۴ ] |
| ۵۷۷ | ۱۰ دی ۱۳۹۷     | قطر               | ۲–۱   | دوحه، قطر              | دوستانه               | کارلوس کیروش | مهدی طارمی، سردار آزمون                               | [ ۱۳۵ ] |
| ۵۷۸ | ۱۷ دی ۱۳۹۷     | یمن               | ۵–۰   | محمد بن زاید، ابوظبی   | جام ملت‌های آسیا ۲۰۱۹  | کارلوس کیروش | مهدی طارمی(۲ گل)، سردار آزمون، اشکان دژاگه سامان قدوس | [ ۱۳۶ ] |
| ۵۷۹ | ۲۲ دی ۱۳۹۷     | ویتنام            | ۲–۰   | آل نهیان، ابوظبی       | جام ملت‌های آسیا ۲۰۱۹  | کارلوس کیروش | سردار آزمون(۲ گل)                                     | [ ۱۳۷ ] |
| ۵۸۰ | ۲۶ دی ۱۳۹۷     | عراق              | ۰–۰   | آل مکتوم دبی، امارات   | جام ملت‌های آسیا ۲۰۱۹  | کارلوس کیروش |                                                       | [ ۱۳۸ ] |
| ۵۸۱ | ۳۰ دی ۱۳۹۷     | عمان              | ۲–۰   | محمد بن زاید، ابوظبی   | جام ملت‌های آسیا ۲۰۱۹  | کارلوس کیروش | علیرضا جهانبخش، اشکان دژاگه                           | [ ۱۳۹ ] |
| ۵۸۲ | ۴ بهمن ۱۳۹۷    | چین               | ۳–۰   | محمد بن زاید، ابوظبی   | جام ملت‌های آسیا ۲۰۱۹  | کارلوس کیروش | مهدی طارمی، سردار آزمون، کریم انصاری‌فرد               | [ ۱۴۰ ] |
| ۵۸۳ | ۸ بهمن ۱۳۹۷    | ژاپن              | ۰–۳   | هزاع بن زاید، العین    | جام ملت‌های آسیا ۲۰۱۹  | کارلوس کیروش |                                                       | [ ۱۴۱ ] |

## ۱۳۹۸
| #   | تاریخ          | حریف      | نتیجه | ورزشگاه              | عنوان مسابقه               | سرمربی       | گلزنان ایران | پانویس  |
| --- | -------------- | --------- | ----- | -------------------- | -------------------------- | ------------ | --- | ------- |
| ۵۸۴ | ۱۶ خرداد ۱۳۹۸  | سوریه     | ۵–۰   | ورزشگاه آزادی، تهران | دوستانه                    | مارک ویلموتس | مهدی طارمی (۳ گل)، علیرضا جهانبخش، اللهیار صیادمنش                                                                                   | [ ۱۴۲ ] |
| ۵۸۵ | ۲۱ خرداد ۱۳۹۸  | کرهٔ جنوبی | ۱–۱   | سئول، کره جنوبی      | دوستانه                    | مارک ویلموتس | کیم یونگ-گوون (گل به خودی) | [ ۱۴۳ ] |
| ۵۸۶ | ۱۹ شهریور ۱۳۹۸ | هنگ کنگ   | ۲–۰   | هنگ کنگ، هنگ کنگ     | مقدماتی جام جهانی ۲۰۲۲ قطر | مارک ویلموتس | سردار آزمون، کریم انصاریفرد | [ ۱۴۴ ] |
| ۵۸۷ | ۱۸ مهر ۱۳۹۸    | کامبوج    | ۱۴–۰  | ورزشگاه آزادی، تهران | مقدماتی جام جهانی ۲۰۲۲ قطر | مارک ویلموتس | کریم انصاریفرد (۴ گل)، سردار آزمون (۳ گل)، مهدی طارمی (۲ گل)، محمد محبی (۲ گل)، احمد نوراللهی، محمد حسین کنعانی زادگان، مهرداد محمدی | [ ۱۴۵ ] |
| ۵۸۸ | ۲۳ مهر ۱۳۹۸    | بحرین     | ۰–۱   | رفاع (بحرین)، بحرین  | مقدماتی جام جهانی ۲۰۲۲ قطر | مارک ویلموتس | - | [ ۱۴۶ ] |
| ۵۸۹ | ۲۳ آبان ۱۳۹۸   | عراق      | ۱–۲   | امان، اردن           | مقدماتی جام جهانی ۲۰۲۲ قطر | مارک ویلموتس | احمد نوراللهی |         |

## ۱۳۹۹
| #   | تاریخ        | حریف            | نتیجه | ورزشگاه                                          | عنوان مسابقه | سرمربی         | گلزنان ایران            | پانویس  |
| --- | ------------ | --------------- | ----- | ------------------------------------------------ | ------------ | -------------- | ----------------------- | ------- |
| ۵۹۰ | ۱۷ مهر ۱۳۹۹  | ازبکستان        | ۲–۱   | ورزشگاه مرکزی پاختاکور، تاشکند، ازبکستان         | دوستانه      | دراگان اسکوچیچ | سردار آزمون، مهدی طارمی | [ ۱۴۷ ] |
| ۵۹۱ | ۲۲ آبان ۱۳۹۹ | بوسنی و هرزگوین | ۲–۰   | ورزشگاه آسیم فرهاتوویچ، سارایوو، بوسنی و هرزگوین | دوستانه      | دراگان اسکوچیچ | کاوه رضایی، مهدی قایدی  | [ ۱۴۸ ] |